# 노벨레테
노벨레테(Novelette)는 악곡의 형식 중 하나이다.
'작은 이야기'라는 뜻으로, 슈만이 《8개의 노벨레테》에서 처음으로 피아노를 위한 낭만적인 소품의 표제로 사용하였다.

## 참고 문헌
- 이 문서에는 다음커뮤니케이션(현 카카오)에서 GFDL 또는 CC-SA 라이선스로 배포한 글로벌 세계대백과사전의 내용을 기초로 작성된 글이 포함되어 있습니다.